# 最適採餌理論

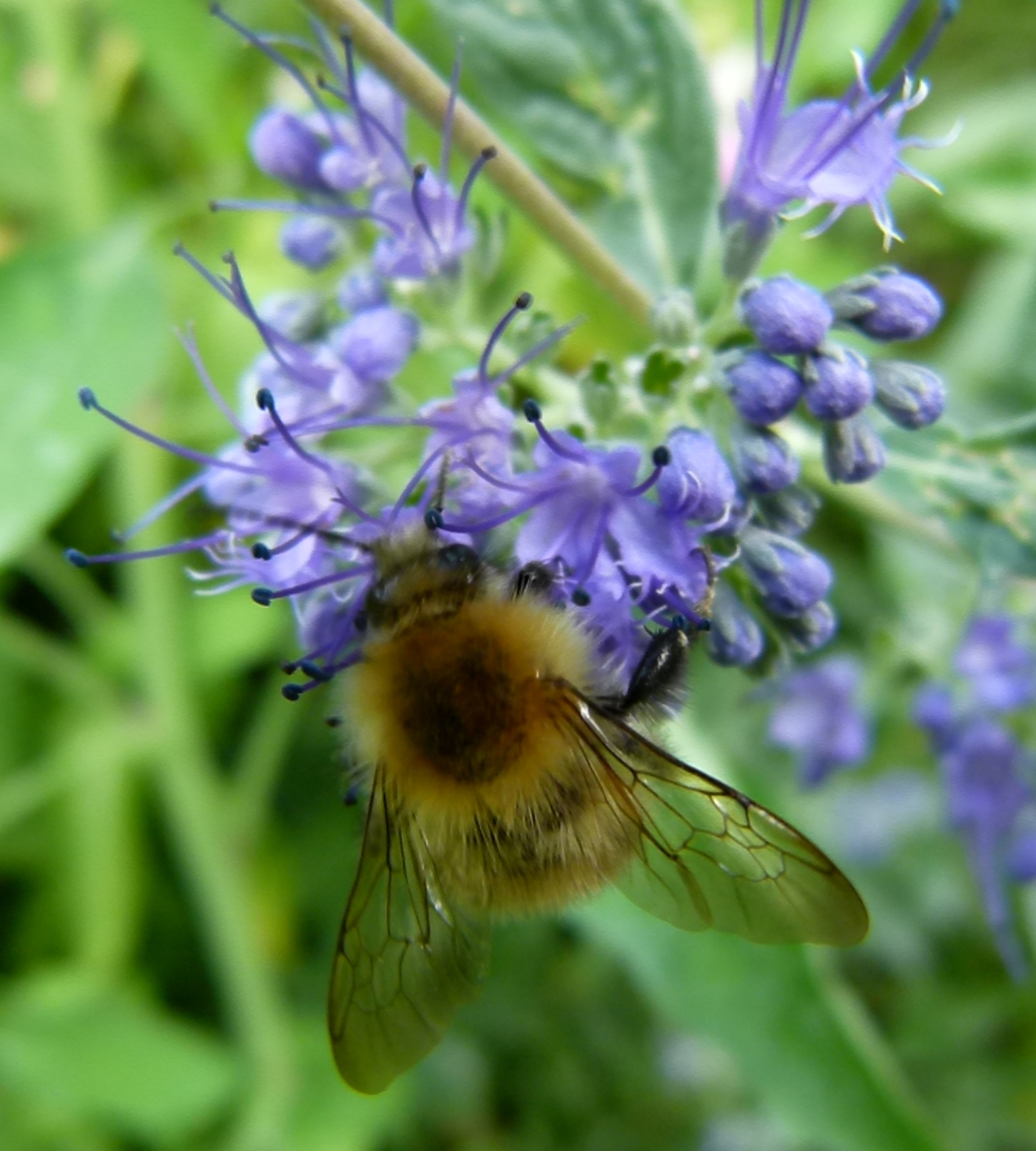
働き蜂は自身の為だけでなく、巣のコミュニティ全体の為に蜜を集める。最適採餌理論に基づくと、この働き蜂は巣のエネルギーの利回りを最大化する方法で採餌すると予測される。

最適採餌理論 (さいてきさいじりろん、英語: optimal foraging theory, OFT) は生物の食物探索行動を予測する際に用いられる行動生態学における最適化モデルである。生物は食物を食べることによってエネルギーを得るが、同時に食物の探索や捕獲にはエネルギーや時間がかかる。生物は自身の適応度を最大化させるような採餌戦略を採用していると考えられる。すなわち、より少ないコストでより多い利益（エネルギー）を得る採餌戦略を採用していると考えられる。OFTは、このような生物の適応的な行動を説明するモデルである。
OFTは最適化モデルを生態学に適用したものである。この理論においては、最も有利な採餌パターンを選択した個体が自然選択によって淘汰されると仮定する。OFTを用いて採餌行動を説明する際には、生物は通貨 (currency) と呼ばれる変数を最適化していると仮定する。具体的には単位時間あたりに得られるエネルギー量などを最大化している。加えて、制約 (constraints) 条件も考慮する必要がある。制約条件は生物が通貨を最大化するのを妨げる種々の要因と定義される。最適決定ルール (optimal decision rule) は生物の最適な採餌戦略のことであり、環境中の制約の中で通貨を最大化させるような意思決定のことをいう。最適決定ルールを特定することはOFTの主要な目的である。

## 最適餌選択モデル
最適採餌理論の古典的なバージョンの1つに、最適餌選択モデル (optimal diet model, prey choice model,contingency model) がある。このモデルでは、捕食者はさまざまな餌生物に遭遇し、それを食べるか、食べずにより質の高い餌生物を探索するかを決定する。このモデルによれば、より質の高い餌が豊富に存在する場合、捕食者は質が低い餌を無視すると予測される。
獲物の収益性は、いくつかの生態学的な変数に依存している。Eを捕食者が被食者1個体から得られるエネルギー（カロリー）の量とし、処理時間 (h) を、捕食者が餌を見つけてから食べるまでに、捕食者が餌を処理するのにかかる時間とすると、餌の質はE / hとして定義される。さらに、探索時間 (S) は、捕食者が獲物を見つけるのにかかる時間であり、餌生物の豊富さおよび見つけやすさに依存する。このモデルでは、通貨は単位時間あたりのエネルギー摂取量であり、制約にはE、h、およびSの実際の値が該当する。また、餌生物には連続的に遭遇すると仮定されている。

### 大きな餌と小さな餌のどちらを食べるか
最適餌選択モデルを用いると、捕食者が、大きな餌（=餌1,エネルギー値E 1と処理時間h 1をもつ）と小さな餌（=餌2,エネルギー値E 2,処理時間h 2）の2つの餌タイプをどのように選択するかを予測することができる。全体的なエネルギー獲得率を最大化するために、捕食者は2種類の餌の質を考慮する必要がある。餌1が餌2よりも質が高いと想定される場合、E 1 / h 1 > E 2 / h 2と表される。捕食者が餌1に遭遇した場合、質の高い餌を逃すわけにはいかないため、捕食者は餌1を常に食べる。この場合、捕食者はわざわざ、餌2を探しに行くことはないだろう。一方で、捕食者が餌2に遭遇した場合を考えてみると、餌1を発見するのにかかる時間が長すぎるなど、コストが高い状況では、餌1を探すことを拒否するだろう。したがって、生物はE 2 / h 2 > E 1 /（h 1 + S 1）の場合にのみ餌2を食べる。ここで、S 1は餌1の探索時間である。餌1に遭遇した場合に餌1を食べるという選択は常に良い選択であるため、この場合餌1を食べるかどうかは餌2の豊富さには依存しない。一方で、S 1の長さ（=餌1の見つけづらさ）は餌1の密度に依存しているため、餌2を食べるための選択は餌1の豊富さに依存している。